# Sally Clark
Sally Clark (ur. w sierpniu 1964, zm. 15 marca 2007) – brytyjska prawniczka, ofiara pomyłki sądowej, niesłusznie skazana za zamordowanie dwójki swoich synów w 1999. Nawet po unieważnieniu wyroku nie potrafiła otrząsnąć się z ciężkich doświadczeń, nabawiła się zaburzeń psychicznych, w tym silnego uzależnienia alkoholowego. Zmarła w 2007 roku z powodu zatrucia alkoholowego.
Jej pierwszy syn zmarł nagle po kilku tygodniach od urodzenia, w 1996 roku. Gdy jej drugi syn zmarł w podobny sposób, została aresztowana w 1998 i postawiona przed sądem za zabójstwo ich obu. Oskarżenie jej było kontrowersyjne ze względu na zeznania profesora pediatrii Roya Meadowa, który stwierdził, że prawdopodobieństwo nagłej śmierci łóżeczkowej dwójki dzieci z zamożnej rodziny jest jak 1 do 73 milionów. Taki wynik uzyskuje się przez podniesienie do kwadratu 1/8543, czyli prawdopodobieństwa śmierci łóżeczkowej jednego dziecka.
W późniejszym czasie Królewskie Towarzystwo Statystyczne wydało publiczne oświadczenie, wyrażając swoje zaniepokojenie „nadużywaniem statystyki w sądach” i przekonując, że twierdzenia Meadowa nie miały podstaw statystycznych.
Clark została skazana w listopadzie 1999 roku. Wyrok został utrzymany po apelacji w październiku 2000, ale anulowany po drugiej apelacji w styczniu 2003 roku po tym, jak wyszło na jaw, że patolog sądowy zataił wyniki badań wskazujących na naturalne przyczyny zgonu jednego z synów. Została zwolniona z więzienia po odsiedzeniu ponad 3 lat. W następstwie sprawy Clark, prokurator generalny zarządził rewizję setek innych wyroków sądowych, w wyniku czego uniewinniono jeszcze dwie kobiety skazane za zabicie swoich dzieci.